# Mellicta confulgens
Mellicta confulgens är en fjärilsart som beskrevs av Issekutz och Kovács 1954. Mellicta confulgens ingår i släktet Mellicta och familjen praktfjärilar. Inga underarter finns listade i Catalogue of Life.